# 874
Évszázadok: 8. század – 9. század – 10. század
Évtizedek: 820-as évek – 830-as évek – 840-es évek – 850-es évek – 860-as évek – 870-es évek – 880-as évek – 890-es évek – 900-as évek – 910-es évek – 920-as évek
Évek: 869 – 870 – 871 – 872 –  873 – 874 – 875 – 876 – 877 – 878 – 879

## Események

### Európa
- Német Lajos keleti frank király a pápa közvetítésével Forchheimben békét köt Szvatopluk morva fejedelemmel, aki a fegyvernyugvásért cserébe éves adót fizet a frankoknak.
- Salomon breton herceget veje, Pascweten (valamint az előző herceg, Erispoe veje, Gurvand) meggyilkolja. Pascweten és Gurvand felosztják a hercegséget és közösen uralkodnak.
- A yorki vikingek Halfdan Ragnarsson és Guthrum vezetésével megtámadják Merciát, elűzik annak királyát Burgredet és egy bábkirályt, II. Ceolwulfot ültetnek a helyére. Ezután a seregük kettéoszlik: Halfdan visszatér Northumbriába, hogy a Tyne folyónál telelve a következő évben Skóciára támadjon; Guthrum délre vonul és Cambridge-ben telel.
- A norvég Ingólfr Arnarson letelepszik Izlandon és megalapítja Reykjavíkot.

### Abbászida Kalifátus
- Örményországban megalapítják a Szeván-kolostort.

### Kína
- A mai Honan tartományban Huang Csao és Vang Hszian-csi sókereskedők vezetésével felkelés indul a Tang-dinasztia ellen. A túladóztatott, aszályok és áradások miatt éhező parasztság tömegesen csatlakozik a lázadáshoz.

## Születések
- Abu al-Haszan al-Asarí, szunnita teológus
- Ota, Arnulf frank császár felesége
- Ubajdalláh al-Mahdí, a Fátimida Kalifátus alapítója

## Halálozások
- Ado, vienne-i érsek
- Altfrid, hildesheimi püspök
- Bájazíd Basztámí, perzsa szúfi misztikus
- Haszan al-Aszkarí, síita imám
- Salomon, breton herceg

## Fordítás
- Ez a szócikk részben vagy egészben  a(z)   874 című angol Wikipédia-szócikk ezen változatának fordításán alapul.  Az eredeti cikk szerkesztőit annak laptörténete sorolja fel. Ez a jelzés csupán a megfogalmazás eredetét és a szerzői jogokat jelzi, nem szolgál a cikkben szereplő információk forrásmegjelöléseként.